# Acanthocyclops sambugarae
Acanthocyclops sambugarae – gatunek widłonoga z rodziny Cyclopidae, nazwa naukowa gatunku została po raz pierwszy opublikowana w 1981 roku przez niemieckiego zoologa Friedricha Kiefera.